# Alessia Gazzola
Alessia Gazzola, née le 9 avril 1982, à Messine, en Sicile, est une romancière italienne, lauréate du prix Bancarella en 2019. Ses romans de la série Alice Allevi ont été adaptés par la Rai.

## Biographie
Médecin légiste, elle écrit depuis 2011 des romans, mêlant chick lit et récit policier, dont l'héroïne est l’étudiante en médecine Alice Allevi qui se trouve confrontée à diverses affaires criminelles. Ce personnage rappelle celui de Kay Scarpetta, l’héroïne des romans policiers de Patricia Cornwell. 
En 2016, la Rai a commencé la diffusion de la série télévisée L'allieva (it), avec le personnage d'Alice Allevi comme protagoniste principale, incarnée à l'écran par l'actrice Alessandra Mastronardi.
En 2019, Alessia Gazzola remporte le prix Bancarella pour Il ladro gentiluomo.

## Œuvre

### Romans

#### SérieAlice Allevi
- L'allieva (2011) Publié en français sous le titre La Mauvaise Élève, traduction d’Anaïs Bokobza Paris, Presses de la Cité, coll. Sang d’encre, 2012 ; réédition Paris, Librairie Générale Française, Le Livre de poche. Thriller no 33019, 2013.
- Un segreto non è per sempre (2012) Publié en français sous le titre Un secret n’est jamais bien gardé, traduction d’Anaïs Bokobza Paris, Presses de la Cité, coll. Sang d’encre, 2013 ; réédition Paris, Librairie Générale Française, Le Livre de poche. Thriller no 33426, 2014.
- Sindrome da cuore in sospeso (2012)
- Le ossa della principessa (2014)
- Una lunga estate crudele (2015)
- Un po' di follia in primavera (2016)
- Arabesque (2017)
- Il ladro gentiluomo (2018) Prix Bancarella 2019[1].

#### Autres romans
- Non è la fine del mondo (2016)
- Lena e la tempesta (2019)

### Filmographie

#### Comme auteur adapté
- 2016 - 2018 : L'allieva (it), série télévisée italienne réalisée d'après le roman éponyme et le personnage d'Alice Allevi

## Prix et distinctions notables
- Prix Bancarella 2019 avec Il ladro gentiluomo.